# تلاؤم (عين)

في الفيزيولوجيا البصرية، التلاؤم هو قدرة شبكية العين على التكيف مع مستويات مختلفة من الضوء. الرؤية الليلية الطبيعية هي القدرة على الرؤية في ظروف إضاءة منخفضة. عند البشر، تُعد خلايا العصي هي المسؤولة الحصرية عن الرؤية الليلية، بينما تعمل خلايا المخاريط فقط عند مستويات إضاءة عالية. بالنسبة للبشر، من أجل الانتقال من الرؤية النهارية إلى الليلية يجب أن يخضعوا لفترة تلاؤم مع الظلمة لمدة تقارب الساعتين، وفيها تتأقلم العين من ظروف إضاءة عالية إلى أخرى منخفضة، رافعةً الحساسية إلى مستوى هائل بعدة قيم أسية. تختلف فترة التلاؤم تلك بين خلايا العصي والمخاريط وتنتج من تجديد الصباغ المتبدل بالضوء لرفع حساسية الشبكية، بينما يعمل التلاؤم مع الضوء بشكل سريع جدًا خلال ثواني.

## الفعالية
تستطيع العين البشرية العمل في مستويات ضوء منخفضة جدًا إلى مستويات ساطعة جدًا، إذ تبلغ قدراتها الحسية تسع درجات أسية، وهذا يعني أن أكثر إشارة ضوئية مظلمة وساطعة يمكن للعين أن تستشعر بها هي معامل يقترب من مليار في الحالتين. ومع ذلك، في أي لحظة من الزمن، يمكن للعين أن تستشعر بنسبة تباين تصل إلى ألف جزء، وما يُمكِّن هذا الوصول الواسع هو تعريف العين ذاتها لما هو مظلم.
تأخذ العين تقريبًا عشرين إلى ثلاثين دقيقة لتتلاءم بشكل كامل من ضوء النهار الساطع إلى الظلمة الكاملة وتصبح حساسة بعشرة آلاف إلى مليون ضعف من ضوء النهار الكامل. يتغير، في هذه العملية، إدراك العين للألوان أيضًا (يُطلق على هذا التغير اسم أثر بوركينجي). ومع ذلك، يتطلب الأمر من العين قرابة خمس دقائق لتتكيف من الظلمة إلى ضوء الشمس الساطع. يعود ذلك إلى أن المخاريط تمتلك حساسية أكبر عند الدخول أول مرة إلى الظلام في أول خمس دقائق، ولكن العصي تأخذ عادةً بعد هذه الدقائق الخمس وقتًا أطول. تستطيع خلايا المخاريط أن تستعيد حساسية الشبكية القصوى خلال 9-10 دقائق من الظلمة، بينما يتطلب الأمر من العصي 30-45 دقيقة لفعل ذلك.
التلاؤم مع الظلمة عند اليافعين أسرع بكثير من الذين يكبروهم سنًا.

### مقارنة بين العصي والمخاريط
تحتوي العين البشرية على نوعين من المستقبلات الضوئية هما العصي والمخاريط، والتي يمكن تمييزها بسهولة من خلال بنيتها. المخاريط هي مستقبلات ضوئية مخروطية الشكل وتحتوي على أوبسينات مخروطية باعتبارها أصبغتها البصرية. هناك ثلاثة أنواع من المخاريط المستقبلة للضوء، كل منها حساس إلى أقصى حد لطول موجة محدد من الضوء اعتمادًا على بنية صباغ الأوبسين المتبدل بالضوء. تُعد خلايا المخاريط المختلفة حساسة إلى أقصى حد لأي من الأطوال الموجية القصيرة (الضوء الأزرق) أو الأطوال الموجية المتوسطة (الضوء الأخضر) أو الأطوال الموجية الطويلة (الضوء الأحمر). تحوي العصي المستقبلة للضوء نوعًا واحدًا فقط من الأصبغة المتبدلة بالضوء وهو الرودوبسين الذي يملك حساسية قصوى بطول موجة يبلغ قرابة 530 نانومتر، وهو ما يتوافق مع الضوء الأزرق والأخضر. إن لتوزيع خلايا مستقبلات الضوء على سطح الشبكية عواقب مهمة على الرؤية. تتركز المخاريط المستقبلة للضوء في انخساف في الشبكية يُعرف باسم النقرة المركزية ويتناقص عددها باتجاه محيط الشبكية. بشكل معاكس، توجد العصي المستقبلة للضوء بكثافة عالية في معظم أنحاء شبكية العين مع انخفاض حاد في النقرة. تهيمن المخاريط على الإدراك الضوئي في البيئات ساطعة الإضاءة، على الرغم من حقيقة أن العصي تفوقها عددًا (حوالي 4.5 مليون إلى 91 مليون).

## الاستجابة للإضاءة المحيطة
هناك آلية مصغرة للتلاؤم هي منعكس الحدقة تجاه الضوء، الذي يُعدل بسرعة شديدة كمية الضوء الذي يصل إلى الشبكية بمعامل يبلغ عشر الثانية. بما أنه لا يُشارك سوى بجزء صغير من عملية التلاؤم الشاملة مع الضوء، لذا لا يُؤخذ بعين الاعتبار بشكل كبير هنا.
استجابةً للمستويات المختلفة من الضوء المحيط، تعمل كل من العصي والمخاريط بشكل منعزل وبالتزامن لمعادلة نظام الرؤية. إن التغير في حساسية العصي والمخاريط هو المساهم الأساسي في التلاؤم مع الظلمة.
فوق مستوى معين من الإضاءة (حوالي 0.03 قنديلة/م2)، تنخرط آلية المخروط في الرؤية النهارية، وتحت هذا المستوى يأتي دور آلية العصي موفرةً الرؤية الليلية. يُطلق على الفرق بين عمل الآليتين اسم الرؤية الغلسية، وفيها لا يوجد تحول شديد بين الآليتين. يُشكل هذا التلاؤم أساس نظرية الازدواجية.

## مزايا الرؤية الليلية
يمتلك العديد من الحيوانات، مثل القطط، رؤية ليلية عالية الدقة، ما يمكنها من تمييز الأجسام ذات الترددات العالية في ظروف الإضاءة المنخفضة. البساط الشفاف هو بينة عاكسة مسؤولة عن هذه الرؤية الليلية الفائقة، إذ يعكس الضوء نحو شبكية العين ما يعرض خلايا المستقبلات الضوئية إلى كمية متزايدة من الضوء. معظم الحيوانات التي تمتلك البساط الشفاف هي على الأغلب حيوانات ليلية، لأنه عند انعكاس الضوء إلى الخلف نحو شبكية العين تصبح الصور الأولية مشوشة. لا يمتلك البشر، بشكل مشابه لأقاربهم الرئيسيين، بساطًا شفافًا، لذلك فهم مهيؤون كي يكونوا من الأنواع النهارية.
بصرف النظر عن حقيقة أن دقة الرؤية النهارية عند البشر أعلى بكثير من الرؤية الليلية، توفر الرؤية الليلية البشرية العديد من المزايا. بشكل مشابه للعديد من الحيوانات المفترسة، يمكن للبشر استخدام رؤيتهم الليلية في استغلال الحيوانات الأخرى ونصب الكمائن لها دون إدراك تلك الحيوانات لذلك. علاوةً على ذلك، يستطيع البشر، في حالة حدوث حالة طوارئ في الليل، زيادة فرصهم في البقاء على قيد الحياة إذا كانوا قادرين على إدراك محيطهم وبالتالي الوصول إلى بر الأمان. يمكن استخدام كلا الفائدتين لشرح سبب عدم فقدان البشر تمامًا للقدرة على الرؤية في الظلام من أسلافهم الليليين.

## التلاؤم مع الظلام
الرودوبسين هو صباغ حيوي متبدل بالضوء في المستقبلات الضوئية الموجودة في الشبكية، يتلاشى ضوئيًا مباشرة استجابةً للضوء. يبدأ التحويل الضوئي المرئي بمصاوغة حامل اللون الصبغي المتبدل بالضوء من 11-سيس ريتينال إلى ريتينال مفروق. ثم ينفصل هذا الصباغ المتبدل بالضوء إلى أوبسين حر وريتينال مفروق. يتطلب التلاؤم مع الظلمة من كل من العصي والمخاريط تجديد الصباغ المتبدل بالضوء من الأوبسين و11-سيس ريتينال. لذلك، يُحدد الوقت اللازم للتلاؤم مع الظلمة وتجديد الصباغ المتبدل بالضوء إلى حد كبير من خلال التركيز المحلي لمركب 11-سيس ريتينال والمعدل الذي يصل فيه إلى الأوبسين الموجود في العصي البيضاء. يؤدي انخفاض تدفق أيون الكالسيوم بعد إغلاق القناة إلى فَسْفَرة المتيارودوبسين الثاني ويسرع في تعطيل تحول سيس-ريتينال إلى ريتينال مفروق. يتوسط بروتين الريكوفرين عملية فسفرة الرودوبسين الفعّال. تُعد العصي أكثر حساسية للضوء، وبالتالي تستغرق وقتًا أطول لتتلاءم تمامًا مع التغير في الضوء. لا تصل العصي، التي تتجدد أصبغتها المتبدلة بالضوء ببطء، إلى أقصى درجة من الحساسية حتى فترة ساعتين تقريبًا. تستغرق المخاريط حوالي 9-10 دقائق للتلاؤم مع الظلمة. تُعدل الحساسية للضوء من خلال التغييرات في أيونات الكالسيوم داخل الخلايا والغوانوزين الحلقي أحادي الفوسفات.
تتحسن حساسية مسار العصية بشكل كبير في غضون 5-10 دقائق في الظلام. يُستخدم اختبار اللون لتحديد الوقت الذي تُسيطر فيه آلية العصية؛ عندما تُسيطر آلية العصية تظهر البقع الملونة عديمةَ اللون بينما تُرمز مسارات المخروط اللونَ.